# Lodowiec Ekologii

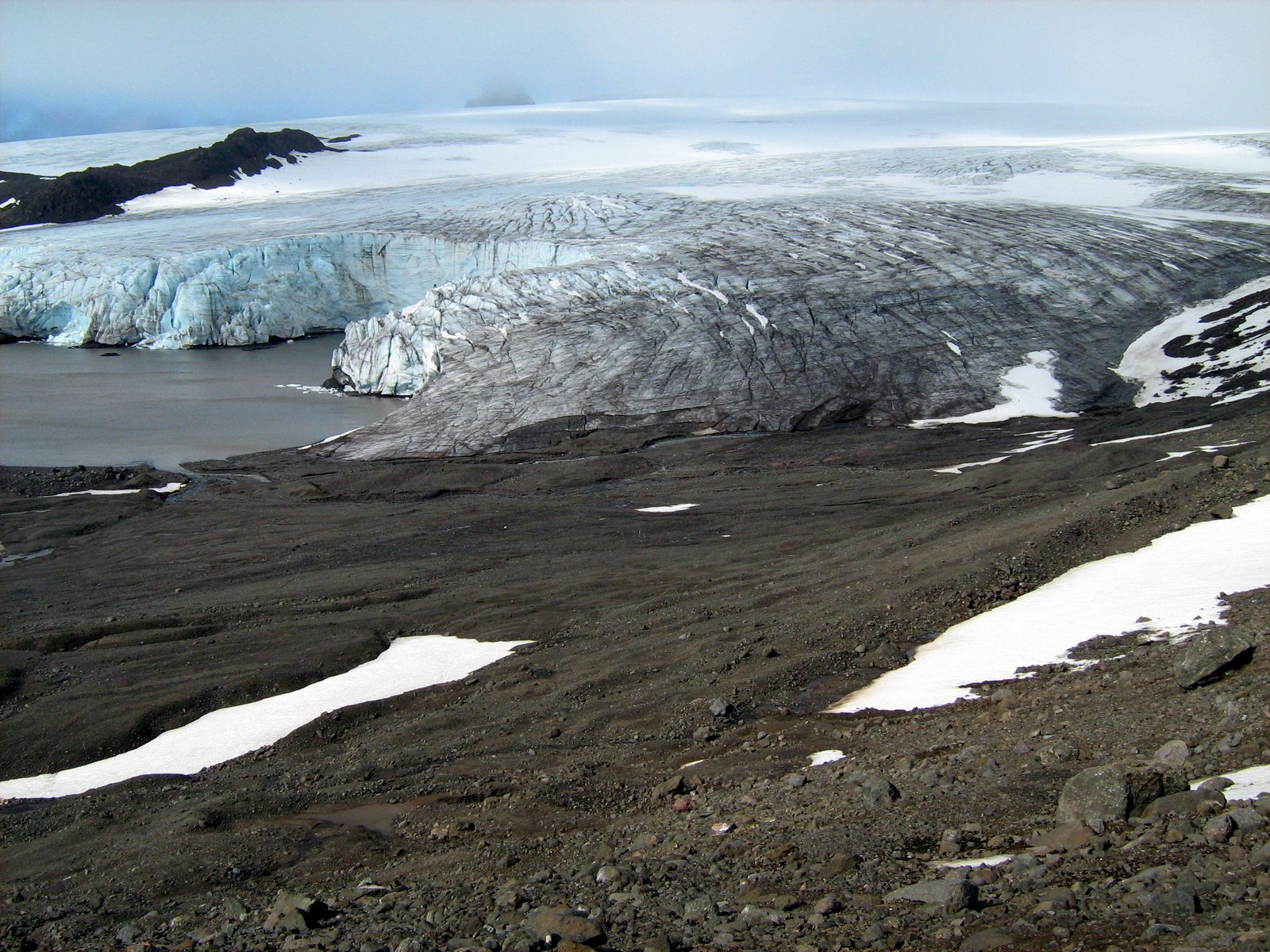
Czoło Lodowca Ekologii latem..

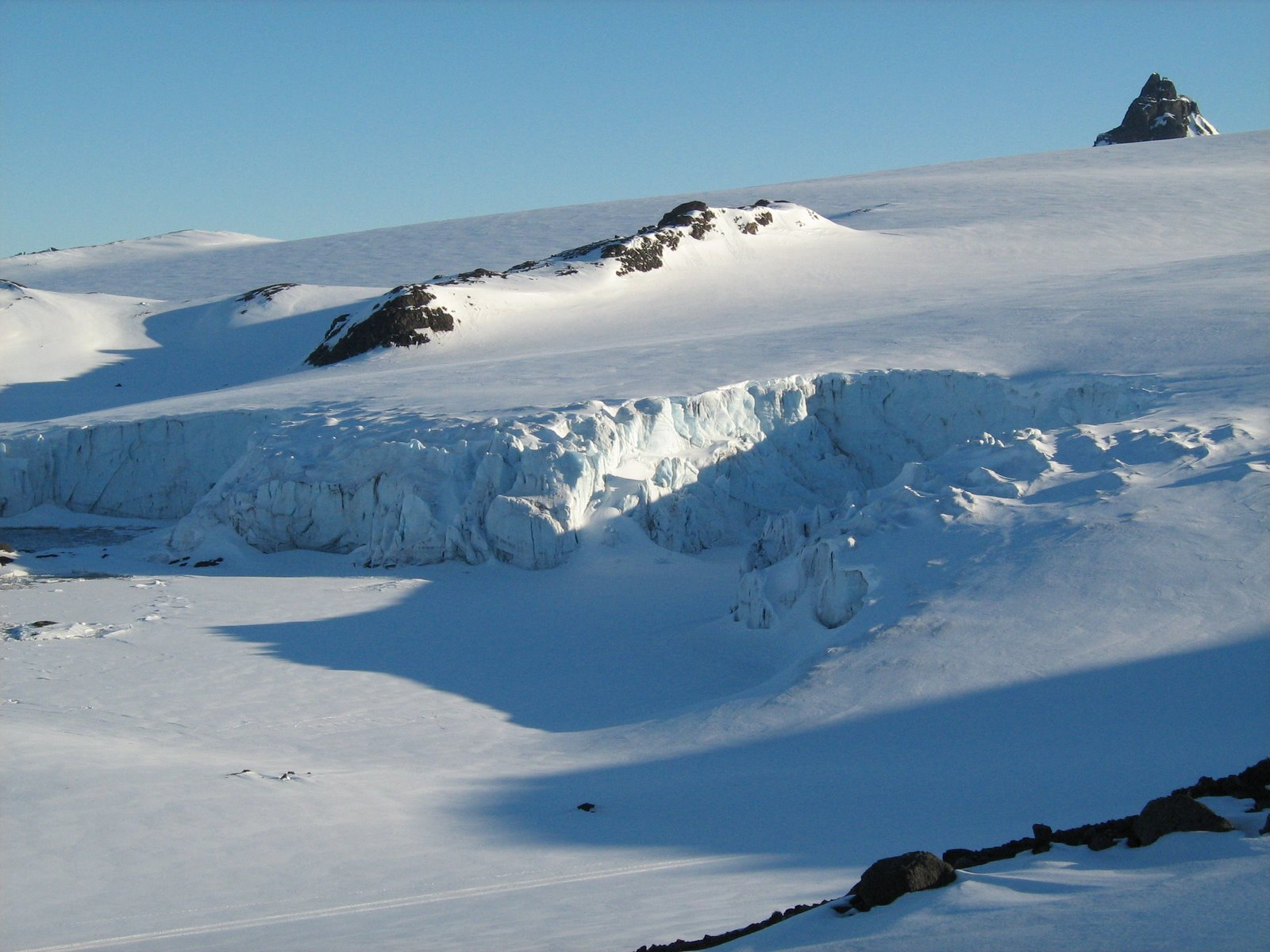
i zimą

Lodowiec Ekologii (ang. Ecology Glacier) – lodowiec na Wyspie Króla Jerzego, między Przylądkiem Rakusy a Przylądkiem Llano, opadający od Kopuły Warszawy ku Zatoce Suszczewskiego. Nazwany od Instytutu Ekologii Polskiej Akademii Nauk - założyciela pobliskiej Stacji Antarktycznej im. H. Arctowskiego. Lodowiec znajduje się na terenie Szczególnie Chronionego Obszaru Antarktyki "Zachodni brzeg Zatoki Admiralicji" (ASPA 128).